# Lutterade

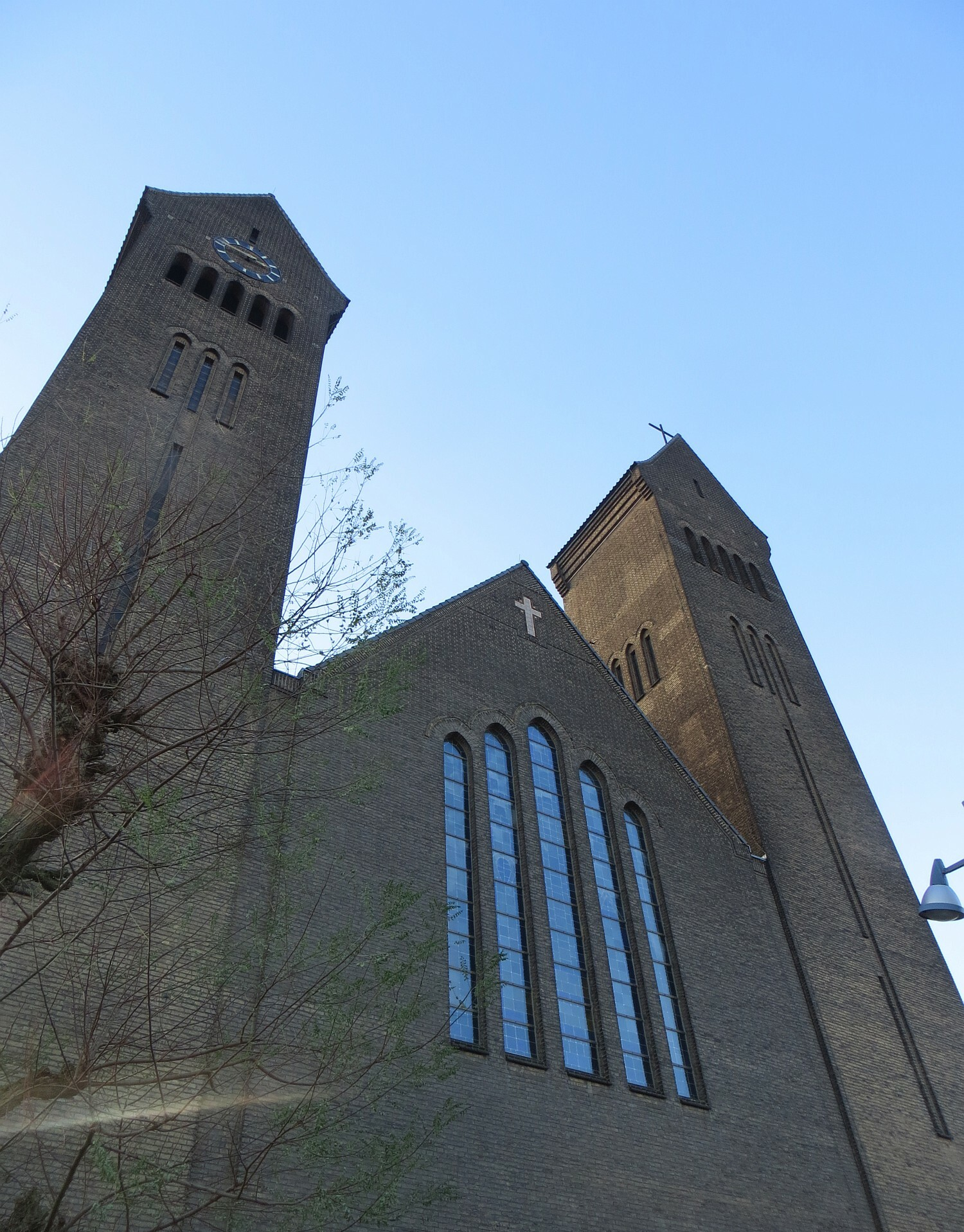
Augustinuskerk in Lutterade

Lutterade is een wijk in de Nederlands-Limburgse stad Geleen. De naam Lutterade werd in de oude oorkonden geschreven als Littae, Litta, Litterae naar Lutterade. Rae of rade betekent hier; ontgonnen (gerooid) bos. De wijk is ontstaan uit de gelijknamige buurtschap Lutterade, die samen met de buurtschappen Krawinkel, Oud-Geleen, Spaans Neerbeek en Daniken de voormalige gemeente Geleen vormde. Sinds 1840 maakte Lutterade deel uit van de kerkparochie Lutterade-Krawinkel.
Lutterade is gelegen ten zuiden van Sittard aan de spoorlijn Sittard-Maastricht. In het centrum er van ligt het Station Geleen-Lutterade.

## Geschiedenis
De oudst bekende vermelding van Lutterade dateert van het jaar 1054.
In de 18e en 19e eeuw was Lutterade een agrarisch dorp met de daarbij behorende kleine industrie, zoals leerlooierijen, spijkerindustrie, smidsen enz. Daaraan kwam langzaamaan verandering toen tussen 1860 en 1865 dwars door het dorp de "Staatslijn E", de huidige spoorlijn Maastricht-Venlo, werd aangelegd. Hiervoor werden enkele boerderijen gesloopt. 
De komst van de Staatsmijn Maurits, die in 1926 in gebruik werd genomen en later uitgroeide tot de grootste mijn in Europa, heeft verregaande gevolgen gehad voor Lutterade. Op haar hoogtepunt leverde de mijn werk aan circa 16.000 mijnwerkers en nevenberoepen. Een deel van het dorp en de parochiekerk moest wijken voor de mijn. De open ruimte tussen de buurtschappen Lutterade, Krawinkel en Oud-Geleen werd geheel gevuld met woningbouw. Arbeiders die van heinde en verre kwamen om in de mijn, en later in de chemische industrie, te werken vonden hier woonruimte. Geleen groeide uit tot een middelgrote stad en Lutterade werd het centrum van de gemeente.
In de jaren 1960 werden bijna alle boerderijen langs de huidige Waterstraat, Tunnelstraat, Houtmanstraat en Groenstraat gesloopt. Veel straten werden hernoemd. Zo heette de Waterstraat voorheen de Putstraat. Onder de panden die gesloopt werden, bevonden zich enkele monumentale boerderijen uit de 16de, 17de en 18de eeuw zoals Putstraat 4, 6 en 8. Het deel van de Putstraat in het verlengde van de Waterstraat, parallel aan de Heidestraat verdween in zijn geheel. Ter plaatse van het grote gazon aan de westzijde van de Tunnelstraat, ten noorden van het spoor, stonden voorheen boerderijen. 

## De mijn Maurits
In de mijn werd het gasrijke vetkool gewonnen, uitermate geschikt voor verwerking tot lichtgas, teer en cokes. Ze diende ook als grondstof voor de chemische industrie. De cokesfabrieken konden een groot deel van Nederland voorzien van gas voor huishoudelijk gebruik. Hiervoor werd te Krawinkel de grootste gashouder van Europa gebouwd. In 1929 begon de ontwikkeling van de chemische bedrijven door de Staatsmijnen in Limburg, de latere multinational DSM. Het eerst ontstond het Stikstofbindingsbedrijf (SBB) voor de productie van kunstmest en later kunststoffen, de locatie werd uitgebreid met het Centraal Laboratorium en de Groep Organische Producten. De locatie Kunststoffen werd gevestigd in het naburige Beek. Deze bedrijven zijn in 2007 verkocht aan het Saoedi-Arabische bedrijf Sabic. Bij haar 100-jarig bestaan in 2002 ontving DSM het predicaat Koninklijk. Het industriecomplex bij Geleen en Beek heet tegenwoordig Chemelot.
Toen in 1965 door minister van Economische Zaken Joop den Uyl namens de Nederlandse regering bekend werd gemaakt dat Staatsmijn Maurits zou worden gesloten, had dat voor de gemeente Geleen grote gevolgen. De stormachtige ontwikkeling van de gemeente stokte. De Maurits werd in 1967 gesloten, de schachten werden gedempt en een aantal industriële gebouwen gesloopt.

## Tweede Wereldoorlog
Tijdens de Tweede Wereldoorlog werd op 5 oktober 1942 een deel van Lutterade door de Engelsen gebombardeerd. Uit Britse archieven is gebleken dat het eigenlijke doelwit van het RAF Bomber Command die nacht Aken was. Door de slechte weersomstandigheden werd echter niet Aken maar vooral Lutterade gemarkeerd met lichtkogels. Een groot deel van de bommen kwam dan ook in Lutterade terecht. Drieëntachtig mensen kwamen om het leven en er werden veel huizen en winkelpanden in het dorp verwoest.

## Sport
In de hoogtijdagen van de mijnindustrie bloeide het sportleven, gestimuleerd door het mijnbedrijf. De amateurvoetbalclub SV Maurits, genoemd naar de mijn en groot gemaakt door de mijnwerkers, maakte landelijk furore samen met andere amateurclubs uit de mijnregio's. In 1950 werd meegestreden in een competitie om het landskampioenschap tussen de diverse Nederlandse districtskampioenen. Maurits werd derde na SV Limburgia en Blauw Wit. In het centrum van Lutterade werd het voor die tijd moderne Mauritsstadion gebouwd voor en door mijnwerkers die 's zondags naar hun favoriete club konden gaan kijken.
De eerste Nederlandse profclub, Fortuna '54, ging in het Mauritsstadion haar thuiswedstrijden spelen. Na het sluiten van de mijn gingen ook de aspiraties van Fortuna '54 teloor. De fuserde met Sittardia tot de Fortuna Sittardia Combinatie. De club bouwde een nieuw stadion in Sittard en het stadion in Geleen werd in 1981 gesloopt. Waar ooit de toegangspoort van het stadion was staat een herinneringsplaquette voor zowel SV Maurits als voor Fortuna '54.

## Bezienswaardigheden

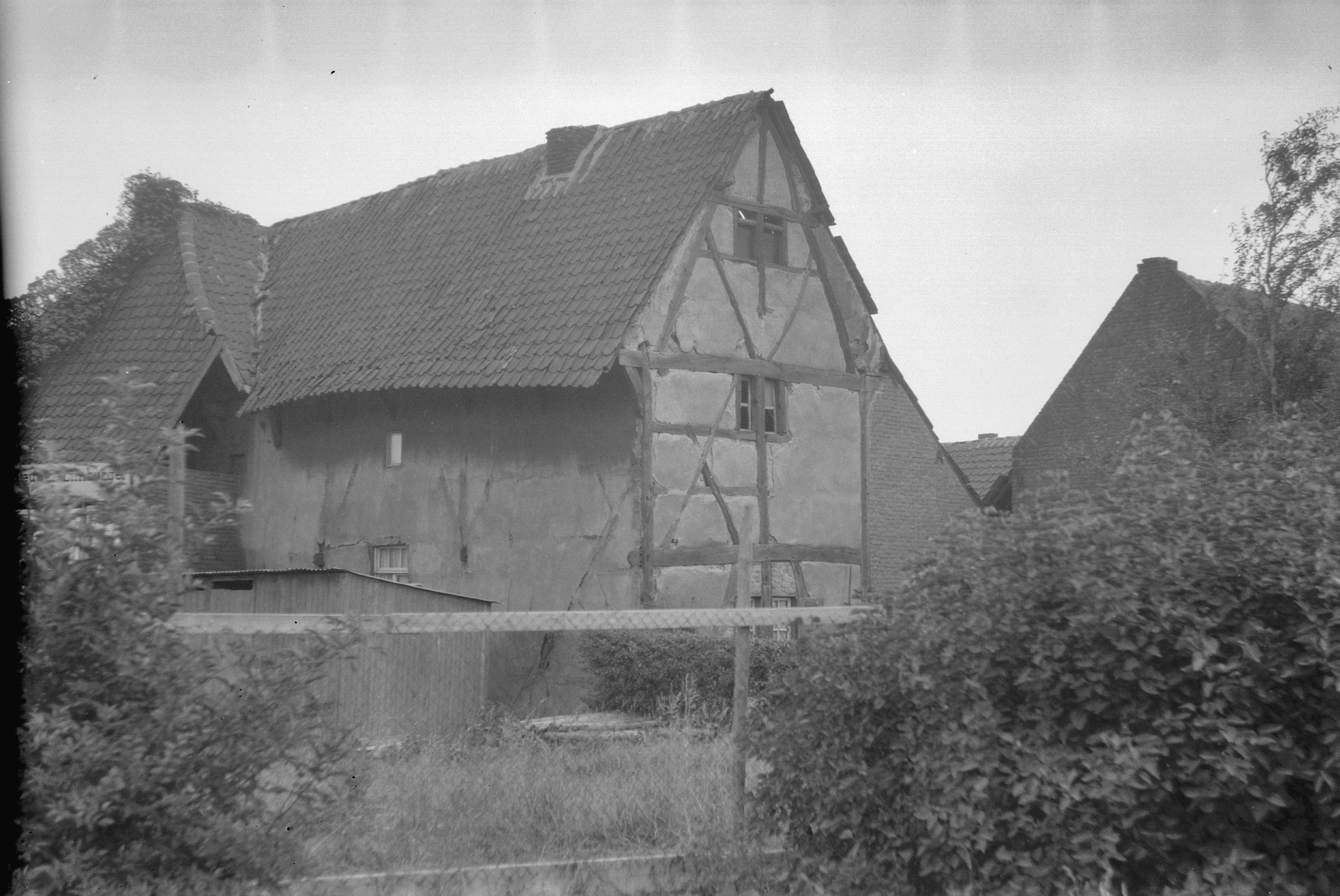
Putstraat 6-8 te Lutterade in 1958, vlak voor de sloop

Door de mijnbouw zijn veel historische gebouwen, vooral boerenhoeven, verdwenen. Het Drossaerdhuis aan de Geenstraat is echter bewaard gebleven. Van de voormalige Staatsmijn Maurits zijn het hoofdgebouw en een watertoren bewaard gebleven en als monument aangemerkt.
Een bijzonder bouwwerk is de in 1931 geopende Julianatunnel onder de spoorlijn Sittard-Maastricht. De tunnel werd gebouwd om de bereikbaarheid van de Mijn Maurits voor de mijnwerkers te verbeteren en het spoor te ontlasten. Tussen deze tunnel en de hoofdingang van Staatsmijn Maurits bevinden zich een drietal monumenten die herinneren aan het mijnverleden: het Barbaramonument, het Mozaïekmonument Mijn Maurits en het Mijnmonument.
In de Geenstraat staat een gedenksteen ter nagedachtenis aan De Duitse zr. Aloysia Löwenfels die woonachtig en werkzaam was bij de Arme Dienstmaagden van Jezus Christus te Lutterade. Omdat zij joods was, was ze al voor 1940 naar Lutterade uitgeweken en ondergedoken bij de katholieke zusters. Ze werd gevonden en door de Gestapo op transport gesteld naar Westerbork. Op 9 augustus 1942 is zij in Auschwitz vermoord.

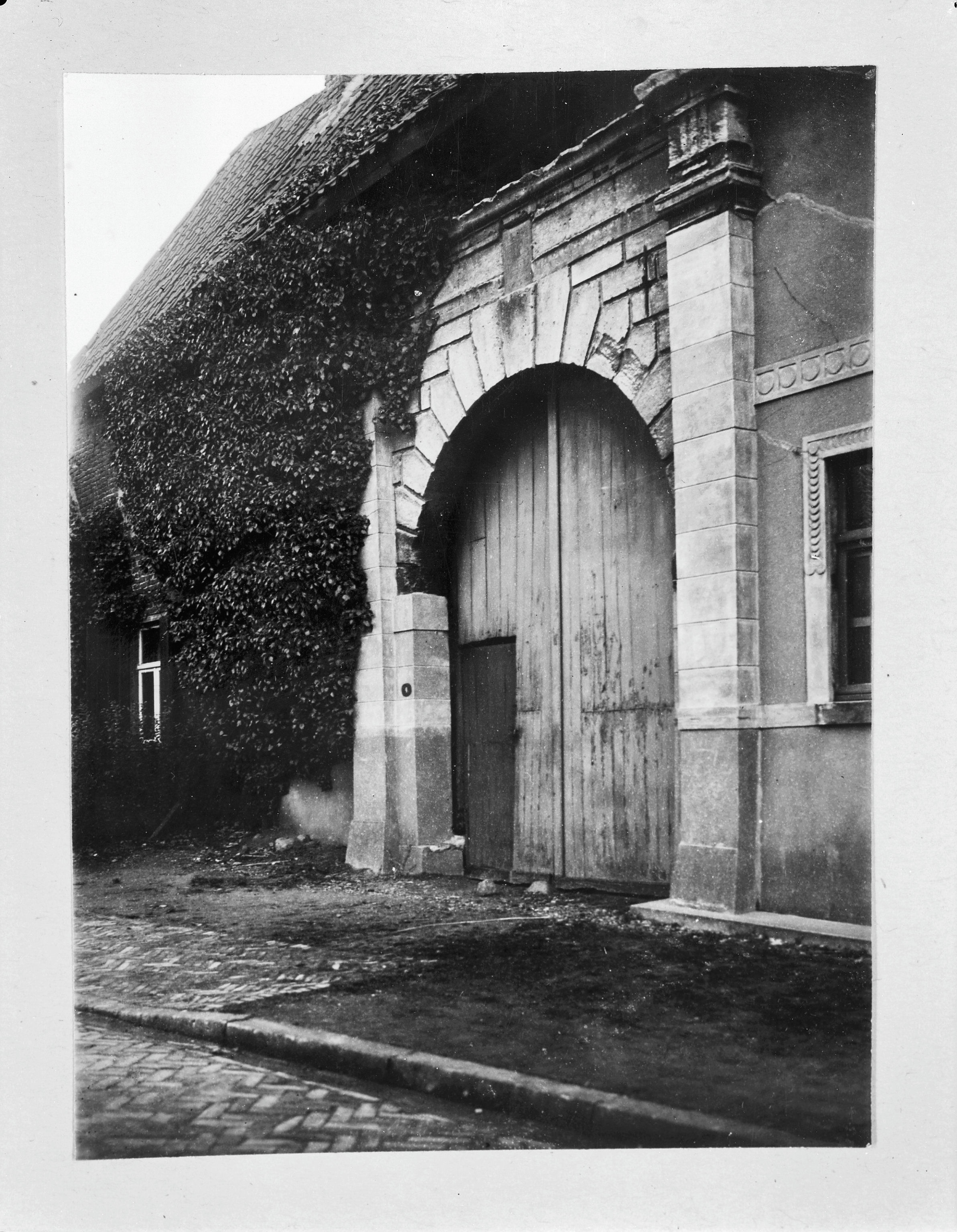
Putstraat 4 te Lutterade

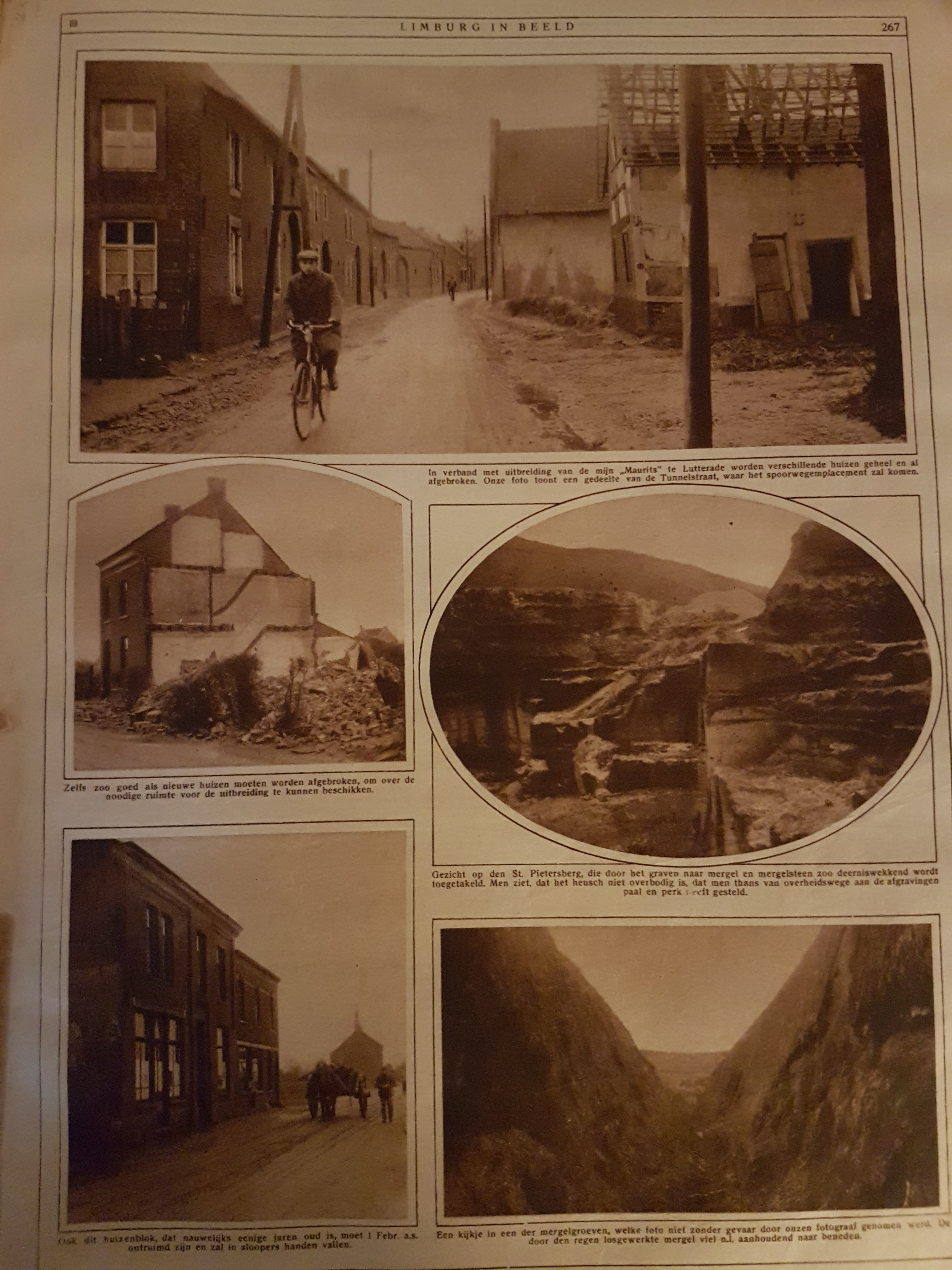
Sloop van huizen in Lutterade voor Staatsmijn Maurits in 1929

In 1858 werd er 14.000 gulden door de gemeenteraad bijgedragen voor de bouw van een kerk in Lutterade-Krawinkel. Eerst werd er een noodkerk ingericht, en in 1862 kon worden begonnen met de bouw. De architect was Carl Weber. In 1907 werd de stompe torenspits vervangen door een hoge ingesnoerde zeshoekige vorm. Deze kerk werd in 1937 gesloopt. In 1934 werd de huidige Augustinuskerk gebouwd naar ontwerp van Jos Cuypers en zoon Pierre Cuypers jr.. In de kerk, die in 2006 is gerestaureerd, is een monumentaal kerkorgel aanwezig gebouwd door Vermeersch.
Op de begraafplaats aan de Groeneseykerstraat staat de Kerkhofkapel.